# Carouxella coemeteriensis
Carouxella coemeteriensis är en svampart som beskrevs av Lichtw., López-Lastra & Ferrington 1999. Carouxella coemeteriensis ingår i släktet Carouxella och familjen Harpellaceae.   Inga underarter finns listade i Catalogue of Life.